# Rose McIver
Frances Rose McIver (Auckland, Nova Zelanda, 10 d'octubre de 1988) és una actriu neozelandesa.

## Biografia
És filla del fotògraf i de l'artista Mac i Annie McIver. El seu germà gran és l'actor i músic Paul McIver.
Va estudiar ballet i jazz. Assistí a l'Avondale College d'on es graduà en el 2006. Va cursar estudis de psicologia i lingüística a la Universitat d'Auckland, que no va arribar a finalitzar.
Des del 2005 surt amb l'arquitecte Benjamin Hoeksema.

## Filmografia

### Pel·lícules
| Any  | Títol                                | Personatge         | Notes                                                                             |
| ---- | ------------------------------------ | ------------------ | --------------------------------------------------------------------------------- |
| 1993 | El piano                             | Angel              | junt a Sam Neill, Anna Paquin, Harvey Keitel i Holly Hunter                       |
| 1994 | Hercules and the Amazon Women        | Joven/Hydra        | junt a Kevin Sorbo, Lucy Lawless i Michael Hurst                                  |
| 1994 | Hercules in the Underworld           | Ilea               | junt a Kevin Sorbo, Michael Hurst, Tim Balme i Paul McIver                        |
| 1994 | Hercules in the Maze of the Minotaur | Ilea               | junt a Kevin Sorbo, Michael Hurst i Paul McIver                                   |
| 1997 | Topless Women Talk About Their Lives | Sally              | junt a Danielle Cormack, Joel Tobeck i Willa O'Neill                              |
| 1998 | Flying                               | Josie              | junt a Bruce Hopkins                                                              |
| 2001 | Ozzie                                | Caitlin            | junt a Rachel Hunter i Spencer Breslin                                            |
| 2002 | Murder in Greenwich                  | Sheila McGuire     | junt a Christopher Meloni, Maggie Grace i Robert Forster                          |
| 2002 | Toy Love                             | Lucy               | junt a Dean O'Gorman                                                              |
| 2003 | Eddie's Million Dollar Cook-Off      | Hannah             | junt a Reiley McClendon                                                           |
| 2004 | Maiden Voyage                        | Jenny              | junt a Casper Van Dien i Danielle Cormack                                         |
| 2007 | Knickers                             | Emily              | Curtmetratge, junt a Morgana O'Reill i Benedict Wall                              |
| 2007 | Johnny Kapahala: Back on Board       | Valerie            | junt a Jake T. Austin, Brandon Baker, Robyn Lively i Cary-Hiroyuki Tagawa         |
| 2008 | So Fresh So Keen                     | Sally Poste        | Curtmetratge, junt a Joshep Farris                                                |
| 2009 | The Lovely Bones                     | Lindsey Salmon     | junt a Mark Wahlberg, Susan Sarandon, Rachel Weisz i Stanley Tucci                |
| 2010 | Predicament                          | Maybelle Zimmerman | junt a Hayden Frost, Heath Franklin i Jemaine Clement                             |
| 2011 | Tangiwai: A Love Story               | Nerissa Love       | junt a Ryan O'Kane i Miranda Harcourt                                             |
| 2013 | Blinder                              | Sammy Walton       | junt a Anna Hutchison i Oliver Ackland                                            |
| 2013 | Light Years                          | Charlotte          | junt a Jessica Szohr, Peter Gallagher i Chris Lowell                              |
| 2014 | Warning Labels                       | Jessie             | Curtmetratge, junt a Karen Gillan, Josh Lawson i Eric Christian Olsen             |
| 2014 | The Answers                          | Paige              | Curtmetratge, junt a Daniel Lissing                                               |
| 2014 | Petals on the Wind                   | Cathy Dollanganger | junt a Wyatt Nash, Heather Graham, Ellen Burstyn i Will Kemp                      |
| 2015 | Mattresside                          | Sue                | Curtmetratge, junt a Jennifer Morrison, Dean Chekvala, Gates McFadden i Judy Kerr |

### Televisió
| Any            | Títol                                        | Personatge         | Notes                        |
| -------------- | -------------------------------------------- | ------------------ | ---------------------------- |
| 2015 - present | iZombie                                      | Olivia "Liv" Moore | 12 episodis                  |
| 2013 - present | Once Upon a Time                             | Campaneta          | 8 episodis                   |
| 2014           | Play It Again, Dick                          | Joven con Actitud  | 5 episodis                   |
| 2013-2014      | Masters of Sex                               | Vivian Scully      | 8 episodis                   |
| 2012           | Cassandra French's Finishing School for Boys | Cassie             | episodi "Pilot"              |
| 2012           | CSI: Crime Scene Investigation               | Bridget Byron      | episodi "Tressed to Kill"    |
| 2011           | Super City                                   | Candice            | 6 episodis                   |
| 2009           | Power Rangers R.P.M.                         | Summer Landsdown   | 32 episodis                  |
| 2009           | Legend of the Seeker                         | Alice              | episodi "Reckoning"          |
| 2007           | Rude Awakenings                              | Constance Short    | 11 episodis                  |
| 2006           | Maddigan's Quest                             | Garland            | 13 episodis                  |
| 2003           | P.E.T. Detectives                            | Genevieve          | episodi "Play It Again Evan" |
| 2002           | Mercy Peak                                   | Gwyneth Couch      | episodi "Cruel to Be Kind"   |
| 1999           | Xena: Warrior Princess                       | Daphne             | episodi "Little Problems"    |
| 1995           | Hercules: The Legendary Journeys             | Ilea               | 2 episodis                   |

### Teatre
| Año  | Obra           | Personatge        | Director | Teatre                          |
| ---- | -------------- | ----------------- | -------- | ------------------------------- |
| 2010 | That Face      | Izzy              | -        | Silo Theatre Company, Auckland  |
| 2008 | Blood Brothers | Varis Personajes  | -        | Peach Theatre Company, Auckland |
| 2003 | Arcadia        | Thomasina Coverly | -        | Titirangi Theatre, Auckland     |

### Altres aparicions
| Any        | Programa | Notes                     |
| ---------- | -------- | ------------------------- |
| 2009, 2010 | Xposé    | episodis # 4.57 & # 4.113 |

## Premis i nominacions
| Any  | Categoria                                               | Premi                            | Sèrie/Pel·lícula       | Resultat  |
| ---- | ------------------------------------------------------- | -------------------------------- | ---------------------- | --------- |
| 2012 | Outstanding Actress                                     | Golden Nymph Award               | Tangiwai               | Nominat   |
| 2010 | Best NZ Actress                                         | Visa Entertainment Screen Awards | The Lovely Bones       | Guanyador |
| 2007 | Best Performance y an Actress                           | Air New Zealand Screen Awards    | Maddigan's Quest       | Nominat   |
| 2002 | Best Juvenile Actor/Actress (episodi "Little Problems") | TV Guide NZ Television Awards    | Xena: Warrior Princess | Guanyador |